# Hans-Hermann Gockel
Hans-Hermann Gockel (* 19. Februar 1954 in Bielefeld) ist ein deutscher Journalist und Fernsehmoderator.

## Leben und Wirken
Hans-Hermann Gockel absolvierte nach dem Abitur ein Studium der Rechts- und Wirtschaftswissenschaften. Anschließend begann er ein Volontariat beim Westfalen-Blatt und schrieb für verschiedene Tageszeitungen. 1982 wurde er Produktionsleiter beim Lokalfernsehen „teuto Tele“. Ab 1984 war er bei den Privatsendern Sat.1 und RTL tätig, bei denen er als Korrespondent aus Nordrhein-Westfalen berichtete.
Am 1. Oktober 1987 wechselte Gockel in die Nachrichtenredaktion von Sat.1 und moderierte zunächst das neu gegründete Sat.1-Frühstücksfernsehen sowie das Automagazin Automobil. Ab 1995 war er auch Moderator der Wochenendausgaben der Sat.1-Nachrichten. Außerdem präsentierte er 1996 das Wissensquiz Jeder gegen Jeden und 1997 das Reportagemagazin Menschen in Lebensgefahr.
Nach seinem Ausstieg bei Sat.1 im August 2004 moderierte er bis 2010 Nachrichtensendungen beim Nachrichtenkanal N24. Seit Ende des Jahres 2011 ist Gockel als freier Journalist und Produzent tätig.
Er lebt in Bielefeld-Dornberg. Seit 1999 ist Gockel ein Sponsor des Bielefelder Fußballvereins TuS Dornberg.

## Politik
Gockel ist Sympathisant der AfD und hält Vorträge auf Veranstaltungen der Partei. 2015 wurde nach Protesten eine Lesung seines im eigenen Verlag herausgegebenen Buches Finale Deutschland abgesagt.

## Schriften
- Deutschland – die überstrapazierte Nation. Bilanz jahrzehntelanger Fehlentwicklung in Politik, Wirtschaft und Gesellschaft. Resch-Verlag, Gräfelfing 2006, ISBN 3-935197-50-0.
- Berliner Sünde. HHG-Verlag, Bielefeld 2013, ISBN 978-3-00-041188-5.
- Finale Deutschland – Asyl. Islam. Innere Sicherheit, mit Klartext gegen die Gedankenfeigheit. HHG-Verlag, Bielefeld 2015, ISBN 978-3-00-050230-9.